# Volo West Air Sweden 294
Il volo West Air Sweden 294 è stato un collegamento merci dell'omonima compagnia operato da un Bombardier CRJ200 da Oslo a Tromsø, Norvegia, precipitato l'8 gennaio 2016. Un malfunzionamento in una delle unità di riferimento inerziali (IRU) aveva prodotto indicazioni di assetto errate su uno dei display della strumentazione. La successiva risposta dei piloti provocò loro un disorientamento spaziale, portando alla perdita di controllo del velivolo.

## Aereo ed equipaggio
Il velivolo era stato costruito nel 1993 ed operato da Lufthansa CityLine come D-ACLE fino alla fine del 2006. Aveva come numero di serie (MSN) del produttore 7010 e due motori General Electric CF34-3B1. Dopo il 2006 era stato sottoposto a una conversione in aereo cargo riconfigurandolo come CRJ200-PF (Package Freighter). L'aereo era stato operato da West Air Sweden dal 2007 come SE-DUX. Al momento dell'incidente aveva accumulato più di 38 600 ore di volo e 31 000 cicli di volo.
Il comandante spagnolo 42enne aveva un'esperienza di circa 3 200 ore di volo, di cui 2 016 su questo tipo di aeromobile; il primo ufficiale francese 33enne contava 3 050 ore di volo, di cui 900 su questo tipo di aeromobile.

## L'incidente
L'aereo era partito dall'aeroporto di Oslo-Gardermoen alle 23:11 ora locale per un volo in direzione dell'Aeroporto di Tromsø-Langnes. Il Bombardier trasportava 4,5 tonnellate di posta. Poco prima di iniziare la discesa, al livello di volo 330, verso le 23:31, i piloti trasmisero un mayday prima che il controllo del traffico aereo perdesse le comunicazioni e che il velivolo scomparisse dal radar.
Il servizio di localizzazione degli aeromobili Flightradar24 riferì che l'aereo aveva perso 21 275 piedi (6 485 m) in 60 secondi, corrispondenti a una velocità verticale di 108 m/s, sulla base dei dati trasmessi dal transponder dell'aereo.

## Le ricerche
Sia le autorità norvegesi che quelle svedesi cercarono l'aereo, scoprendo il relitto alle 03:10 del mattino. Il luogo dell'incidente si trovava a un'altitudine di 3 300 piedi (1 000 m) in una zona remota vicino al lago Akkajaure, a circa 10 chilometri dal confine norvegese. I resti dell'aereo erano distribuiti in un cerchio di circa 50 metri di diametro, il che suggeriva un impatto ad alta velocità, quanto quella del suono.

## Le indagini
La Statens Haverikommission aprì un'indagine sull'incidente. Il 9 gennaio 2016, il registratore dei dati di volo (FDR) fu trovato gravemente danneggiato, così come parti del registratore di cabina (CVR). L'unità, tuttavia, non era intatta e mancava la parte contenente le funzioni di memoria. Il giorno successivo furono trovate le parti mancanti del CVR, insieme ai resti umani. Il 12 gennaio, l'SHK comunicò che la richiesta di soccorso dei piloti conteneva la parola "Mayday" ripetuta 3 volte, senza ulteriori informazioni. Il 26 gennaio la SAIA disse di essere riuscita a scaricare le informazioni sia dal CVR che dall'FDR e che stavano analizzando e convalidando le registrazioni.

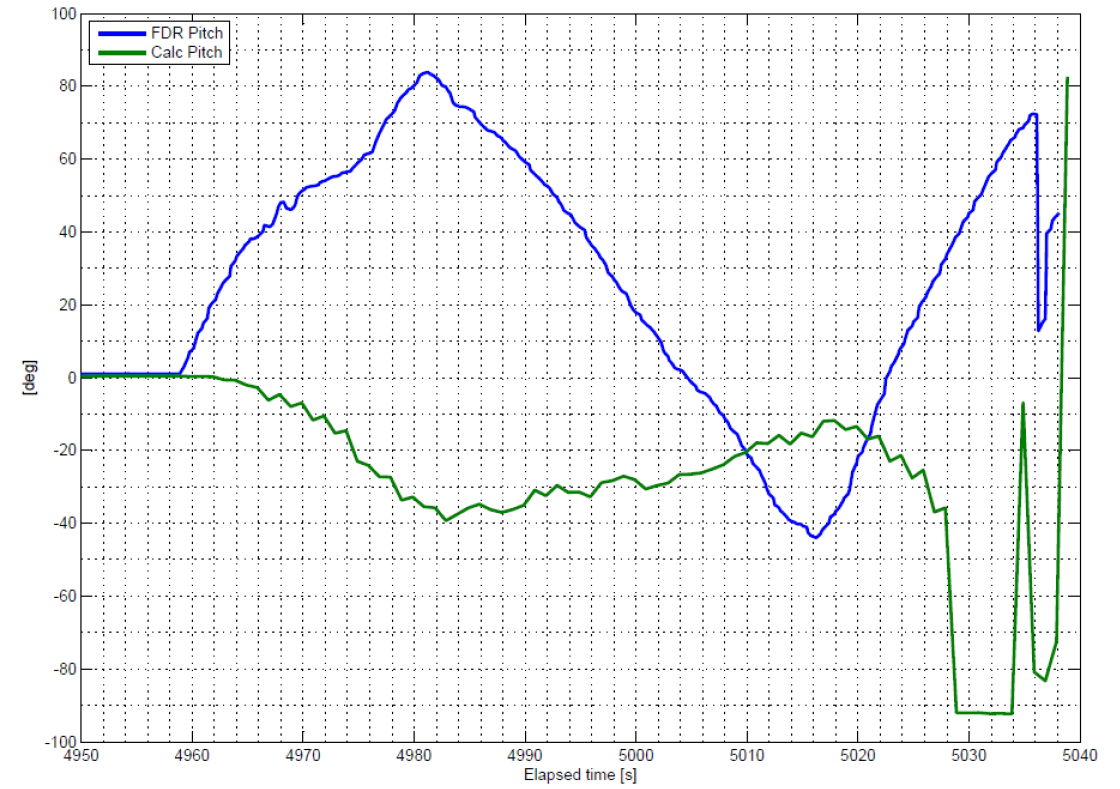
La differenza tra i dati dell'angolo di beccheggio riportati dall'FDR e quelli effettivamente calcolati.

Basandosi sia sulle scatole nere che sul ripetere la stessa rotta dell'aereo, gli investigatori formularono un'ipotesi su cosa potesse essere successo. Prima dell'avvicinamento a Tromsø la cabina era illuminata solo dagli strumenti, ma, poco prima dell'atterraggio, accesero le luci, che tuttavia impedirono di vedere bene l'orizzonte. Mentre il comandante iniziava a leggere il METAR prima dell'atterraggio, il suo orizzonte artificiale iniziò ad impennarsi verso l'alto. Credendo che l'aereo stesse salendo, prese in mano la barra di comando e l'aereo scese bruscamente iniziando anche ad avvitarsi. Il primo ufficiale vide che il suo orizzonte indicava l'opposto e prese la propria barra per cercare di salire, ma senza successo, dato che i suoi comandi si annullavano con quelli del comandante, che continuava a scendere. Come se non bastasse, i 2 piloti non comunicarono tra loro in maniera chiara. 17 secondi dall'inizio del problema superarono la velocità massima (VMO) di 315 nodi (583 km/h). Si attivò l'allarme di velocità eccessiva e l'accelerazione verticale tornò a valori positivi. Altri 16 secondi dopo, il primo ufficiale inviò alla torre di controllo un "MAYDAY". La velocità indicata superò quindi i 400 nodi (740 km/h) e l'assetto dello stabilizzatore si ridusse a 0,3 gradi con la prua in basso. Il comandante dichiarò "Mach trim"; dopo di che, la potenza del motore fu ridotta al minimo. Uno degli ultimi dati registrati dall'FDR riportava che la velocità aumentò fino a 508 nodi (941 km/h) mentre i valori di accelerazione verticale risultavano positivi, con valori massimi di circa +3G. I dati mostravano che gli alettoni e gli spoiler dell'aereo erano stati deviati principalmente a sinistra durante la caduta. Poco dopo, il Bombardier si schiantò al suolo, distruggendosi e affondando di circa 6 metri.
La relazione finale fu pubblicata il 12 dicembre 2016. L'indagine giunse alla seguente conclusione:
I fattori che contribuirono al disastro furono:
- L'assenza di un sistema efficace per la comunicazione in situazioni anormali e di emergenza.
- Il sistema di strumenti di volo ha fornito una guida insufficiente sui malfunzionamenti verificatisi.
- La manovra iniziale che ha comportato un carico G negativo probabilmente ha influito sulla capacità dei piloti di gestire la situazione in modo razionale.»

Il tentativo di capire cosa non andasse nell'IRU 1 si rivelò un vicolo cieco, in quanto la scheda dati era troppo danneggiata per essere analizzata.

## Nella cultura di massa
Il volo West Air Sweden 294 è stato analizzato nella puntata Crollo nell'Artico della ventesima stagione del documentario Indagini ad alta quota trasmesso da National Geographic.